# Blue Mountain (Alabama)
Blue Mountain è un comune degli Stati Uniti d'America di 233 abitanti (al 2000) situato nella contea di Calhoun dello Stato dell'Alabama. È conosciuta anche per essere la città originaria della serial killer Nannie Doss.